# Charles-Gaspard Piot de Langloiserie
Charles-Gaspard Piot de Langloiserie, né vers 1655 en Chartrain et mort le 21 février 1715 à Québec, est un militaire français.

## Biographie
Il est le fils de Martin Piot de Langloiserie et d’Anne Petit. Il quitte pour la Nouvelle-France en 1691 comme capitaine d'une compagnie des troupes de la Marine. Peu de temps après son arrivée, le 15 août 1691, il épouse Marie-Thérèse Dugué de Boisbriand, fille de Michel-Sidrac Dugué de Boisbriant, avec qui il aura 11 enfants.
À la suite du décès de Jacques Bizard l'année suivante, le gouverneur de la colonie Louis de Buade de Frontenac le nomme major de Montréal. Il obtient un brevet en ce sens daté du 15 avril 1695. Il remplit également les fonctions de commandant en l'absence du gouverneur de Montréal.
Il obtient un congé de traite en 1697 et passe l'année suivante en France. Le 28 mai 1699, il est nommé major de Québec en remplacement de François de Galiffet. Protégé du gouverneur général Louis-Hector de Callière, il obtient le 1er juin 1703 la charge de lieutenant du roi. Ses relations lui permettront d'accumuler les rétributions et charges publiques pour lui et sa famille.
En 1706, il achète le fief de l'île Sainte-Thérèse de son beau-frère Jean-Sidrac Dugué. Le 5 mars 1714, on lui concède la seigneurie des Mille-Îles avec Jean Petit.

## Honneurs

### Ordre honorifique
- 24 juin 1705 : Croix de Saint-Louis

### Toponymie
Sont nommés en son hommage :
- La rue et la place Charles-Piot, à Varennes[2].